# Anna Rune
Anna Rune is een Vlaamse singer-songwriter en studente aan Codarts in Rotterdam. Haar vader is violist bij het gerenommeerde barokorkest Il Fondamento en haar moeder speelt fluit. In 2011 won ze de Belgische editie van Kunstbende en in 2012 de SABAMprijs tijdens het internationale muziekfestival Imagine. In 2015 won ze de vierde editie van de beste singer-songwriter van Nederland. Ze mocht hieraan deelnemen omdat ze tijdens de wedstrijd in Rotterdam woonde en studeerde. Als gevolg hiervan speelde ze in 2015 onder andere op Pinkpop en Sziget.
Sinds 2023 is Anna werkzaam bij restaurant Putaine te Rotterdam als sommelier.

## Albums
In 2012 bracht ze haar debuutalbum Where It All Begins uit. Dit album werd op 10 augustus 2014 opgevolgd door het album Unfolding Immensity.